# Glindenberg
Glindenberg este o comună din landul Saxonia-Anhalt, Germania.